# 達城徐氏
達城徐氏（タルソンソし、たつじょうじょし、朝鮮語: 달성서씨）は、朝鮮の氏族の一つ。本貫は大邱広域市である。2015年時の調査では407,431人。
始祖は、高麗時代に奉翊大夫・版圖判書を務め、達城君に封ぜられた徐晋である。

## 人口分布
2015年統計によると、多くの自治体の総人口に占める比例が1%前後である。全国で総人口に占める比例が最も高い地域は慶尚南道咸陽郡（624人、総人口の1.75%）である。

## 参考
- 金相勲, 稲田奈津子[訳] , 三上喜孝[解説]「韓国人の起源に関する中高生の意識と『国史』教科書との関係」『山形大学歴史・地理・人類学論集』第13号、山形大学歴史・地理・人類学研究会、2012年3月、48頁、ISSN 13455435、CRID 1050282677551302272。
- ネイバー知識検索 달성서씨 達城徐氏. 韓国学中央研究院